# Che fine ha fatto Totò Baby?
Che fine ha fatto Totò Baby? è un film del 1964, diretto da Ottavio Alessi. È una parodia del film del 1962 Che fine ha fatto Baby Jane? interpretato da Bette Davis e Joan Crawford.

## Trama
Totò Baby e Pietro sono due fratellastri legati da un rapporto di amore-odio e sono, inoltre, ladri di mestiere, compiendo furti di valigie alla Stazione Termini di Roma. Scoprono però che quella sottratta a una vecchina contiene in realtà un cadavere; nel tentativo di disfarsene la scambiano erroneamente con la valigia di una coppia di autostoppiste tedesche - chiamate Helga e Inga - appena conosciute.
Costretti a recuperare la valigia, arrivano alla villa dove stanno le ragazze ma vengono scoperti dal padrone di casa, il conte Mischa Auber, che subito li ricatta: in cambio del suo silenzio con la polizia, dovranno aiutarlo a sbarazzarsi della ricca moglie, alla cui eredità egli aspira. Dopo la morte della donna (che perde la vita a causa di uno spavento) è Totò a pretendere un favore dal conte, ovvero vitto e alloggio fino alla guarigione di Pietro, temporaneamente costretto sulla sedia a rotelle in seguito a un incidente.
Il nobile, contrariato, decide insieme alle autostoppiste di eliminare i due fratelli. Ma prima ancora che il piano possa essere attuato, Totò Baby scopre per caso una strana pianta coltivata nell'orticello della villa: la marijuana. Pensando che si tratti di un ortaggio da tavola, inizia a mangiarla in grandi quantità condita come insalata. Gli effetti allucinogeni non tarderanno a farsi sentire; Totò Baby impazzisce e in poco tempo commette un omicidio dietro l'altro: una delle due autostoppiste sciolta nell'acido durante un tentativo di seduzione e l'altra strangolata, il conte fatto a pezzi e servito per cena a Pietro inorridito, il giardiniere della villa e un giovane malcapitato portalettere trucidati entrambi con un coltello da macelleria per poi essere murati all'interno dell'edificio con le braccia lasciate in bella vista, macabramente penzolanti a mo' di reggilampade. Totò Baby fugge poi col fratello sul litorale ostiense, dove sarà catturato dalla polizia: viene infine internato in un manicomio criminale, nel quale si dedicherà a stendere le sue memorie con un'inesistente macchina per scrivere.

## Produzione
Seppur attribuito ad Ottavio Alessi, in realtà il film fu diretto da Paolo Heusch che aveva lavorato con Totò in Il comandante. La stampa aveva riportato indiscrezioni riguardo alle frequentazioni omosessuali di Heusch, che si vide proibire, da parte della produzione, di firmare il film.
Nel cast vi è la presenza dell'attore russo Misha Auer, noto per aver interpretato film del cinema dell'orrore e drammatici. Nella parte del pensionato alto e grosso recita Giuseppe Tosi, ex atleta olimpionico di lancio del disco ed ex appartenente al reparto del Reggimento Corazzieri della Repubblica.

## Curiosità
- Le foto di Totò in possesso della polizia raffigurano l'attore in tre suoi precedenti film: I due colonnelli, Totò Diabolicus, Totòtruffa '62.

## Critica
Il film è la testimonianza della capacità di improvvisazione di Totò. È lo stesso collega Pietro De Vico che ha raccontato:
Paolo Isotta, nel suo volume consacrato a Totò, pone questo film tra i suoi migliori in assoluto.